# Charles Grodin
Charles Sidney Grodin (n. 21 aprilie 1935, Pittsburgh, Pennsylvania - d. 18 mai 2021, Wilton, Connecticut) a fost un actor american, comediant, autor și prezentator de emisiuni de televiziune. Grodin și-a început cariera de actorie în anii 1960, apărând în seriale TV, inclusiv The Virginian. După o mică parte din Copilul lui Rosemary în 1968, a jucat rolul principal în Elaine May e Heartbreak Kid (1972) și rolurile de sprijin în filmul lui Mike Nichols e Catch-22 (1970) și Warren Beatty e Heaven Can Wait (1978).